# Metaruncina setoensis
Metaruncina setoensis is een slakkensoort uit de familie van de Runcinidae. De wetenschappelijke naam van de soort werd voor het eerst geldig gepubliceerd in 1954 door Baba.